# Синагога Элияху Ханави
Синагога Элияху Ханави (ивр. בית הכנסת אליהו הנביא‎, араб. كنيس النبي إلياهو‎) — синагога в Александрии, одна из немногих действующих в Египте. Названа в честь библейского пророка Илии.
Первоначально расположенная на окраине города, синагога стоит в самом сердце Александрии. Её вместимость составляет 700 человек.

## История
Синагога была построена в 1354 году. В ходе Египетского похода французские войска взорвали здание в 1798 году. Синагогу восстановили в 1850-х годах при участии членов династии Мухаммада Али.
После частичного обрушения крыши помещения синагоги находились фактически под открытым небом, внутренняя часть здания была открыта внешнему воздействию. Дождевая вода просачивалась в женскую секцию, расположенную на втором этаже. В 2017 года министерство по делам древностей Египта выделило 40 млн египетских фунтов на экстренный ремонт и реставрацию, которые длились до января 2020 года. 10 января 2020 года синагога была торжественно открыта после реставрации, на церемонии открытия присутствовало 3 иудея.